# 国際連合安全保障理事会決議514
国際連合安全保障理事会決議514（こくさいれんごうあんぜんほしょうりじかいけつぎ514、英: United Nations Security Council resolution 514）は、1982年7月12日に国際連合安全保障理事会で採択された決議である。イラン・イラク戦争に関係する。
1980年の安保理決議479を想起し、国際連合事務総長、イスラム協力機構、非同盟運動による調停努力に言及した上で、安保理は長引くイランとイラクの戦争に対して深い懸念を表明した。
さらに、イランとイラクに対して、停戦して国際的に認知された国境まで撤退するように要請し、ハビエル・ペレス・デ・クエヤル事務総長に対して、調停努力を継続し、決議の履行について3ヶ月以内に折り返し報告するように求めた。